# Zao Wou-Ki
Zao Wou-Ki (13 februari 1920 - 9 april 2013) was een Chinese kunstschilder werkzaam in Frankrijk.
Zao Wou-Ki vestigde zich in 1948 in Parijs. Hij bewoog zich in de kunstenaarskringen van Montparnasse en telde Nicolas de Staël, Pierre Soulages en Hans Hartung onder zijn vrienden. Zijn werk is abstract en is een fusie van oosterse en westerse technieken.

## Werken
- Juin-octobre 1985, een triptiek van olieverf op doek, van uitzonderlijke afmetingen (280 x 1.000 cm). Het werk werd besteld door de Chinese architect Ieoh Ming Pei, die een vriend en bewonderaar was van de schilder.[1] Het werk werd in 2018 geveild voor een recordbedrag van 61 miljoen USD.